# Gangō-ji

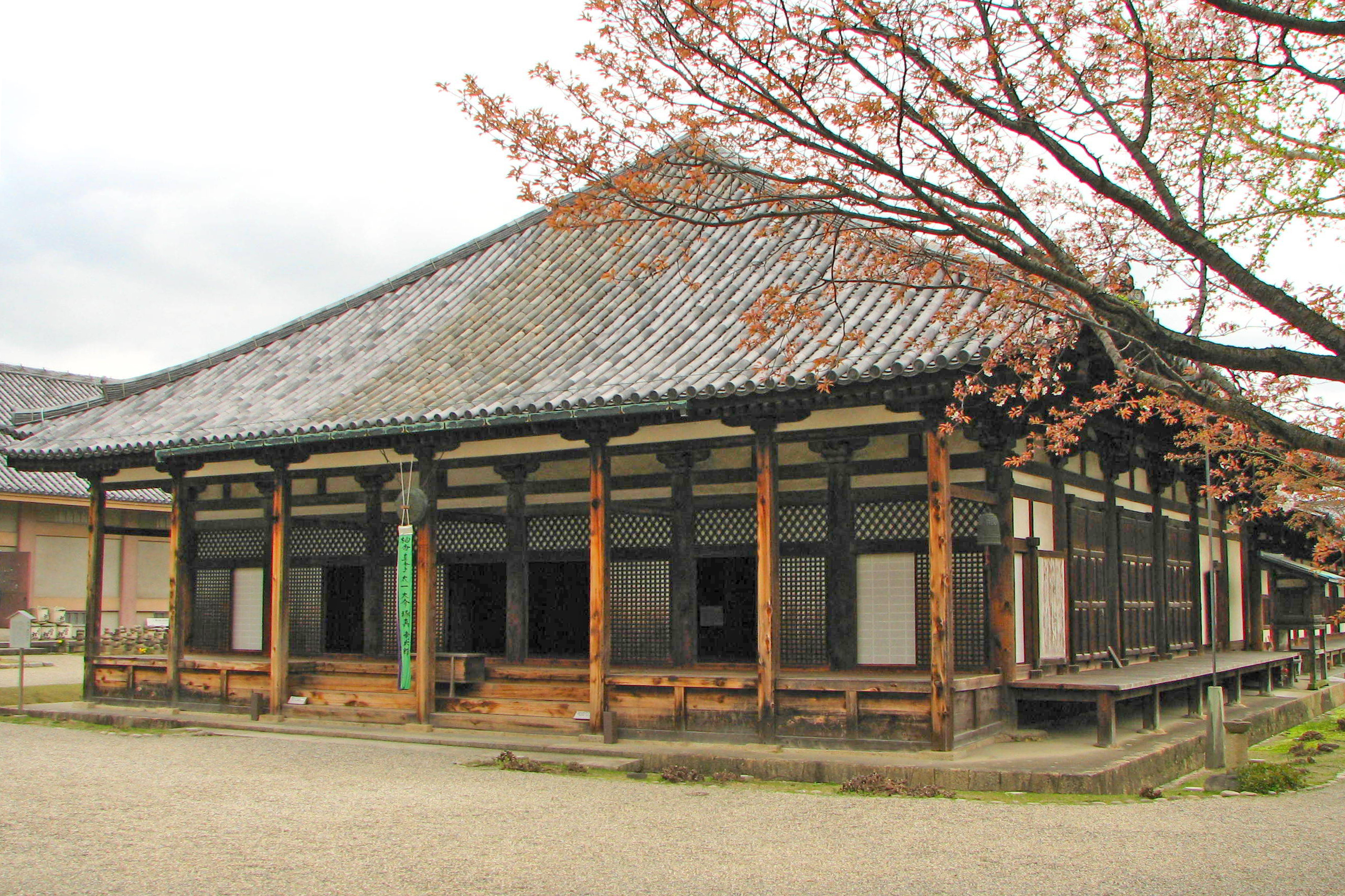
Il tempio Gangô-ji

Il Gangō-ji (元興寺) è un antico tempio Buddhista, situato a Nara, nella Prefettura di Nara, in Giappone. È uno dei Nanto Shichi Daiji (南都七大寺?), i sette grandi templi buddhisti di Nara. Fu in gran parte distrutto nel periodo Muromachi e la città vecchia di Naramachi occupa la maggior parte di quello che un tempo era il recinto del tempio. Tre piccole porzioni del tempio sono sopravvissute fino ai giorni nostri, e ognuna è ora un tempio separato.
Il Chuin-cho Gangō-ji è stato riconosciuto patrimonio dell'umanità dall'UNESCO ed è degno di nota per il suo hondō (sala principale) e lo zenshitsu (la sala per la meditazione zen).

## Storia
Nel 718, dopo la ricollocazione della capitale da Asuka-kyō a Heijō-kyō, il tempio buddhista di Asuka-kyō, l'Asukadera (飛鳥寺?), venne spostato, rimontato in due nuovi siti a Nara e chiamato Gangō-ji. Il tempio originale fu quindi diviso in due: un Gangō-ji nell'area della città di Chiun-cho, ed un altro Gangō-ji nell'area di Shibanoshin-ya-cho. Il Gangō-ji divenne uno dei quattro principali templi di Nara e uno dei suoi monaci, Gyogi, divenne famoso per aver tentato la diffusione tra il popolo del buddhismo, che in quei primi anni si era diffuso solo a corte e tra i nobili.

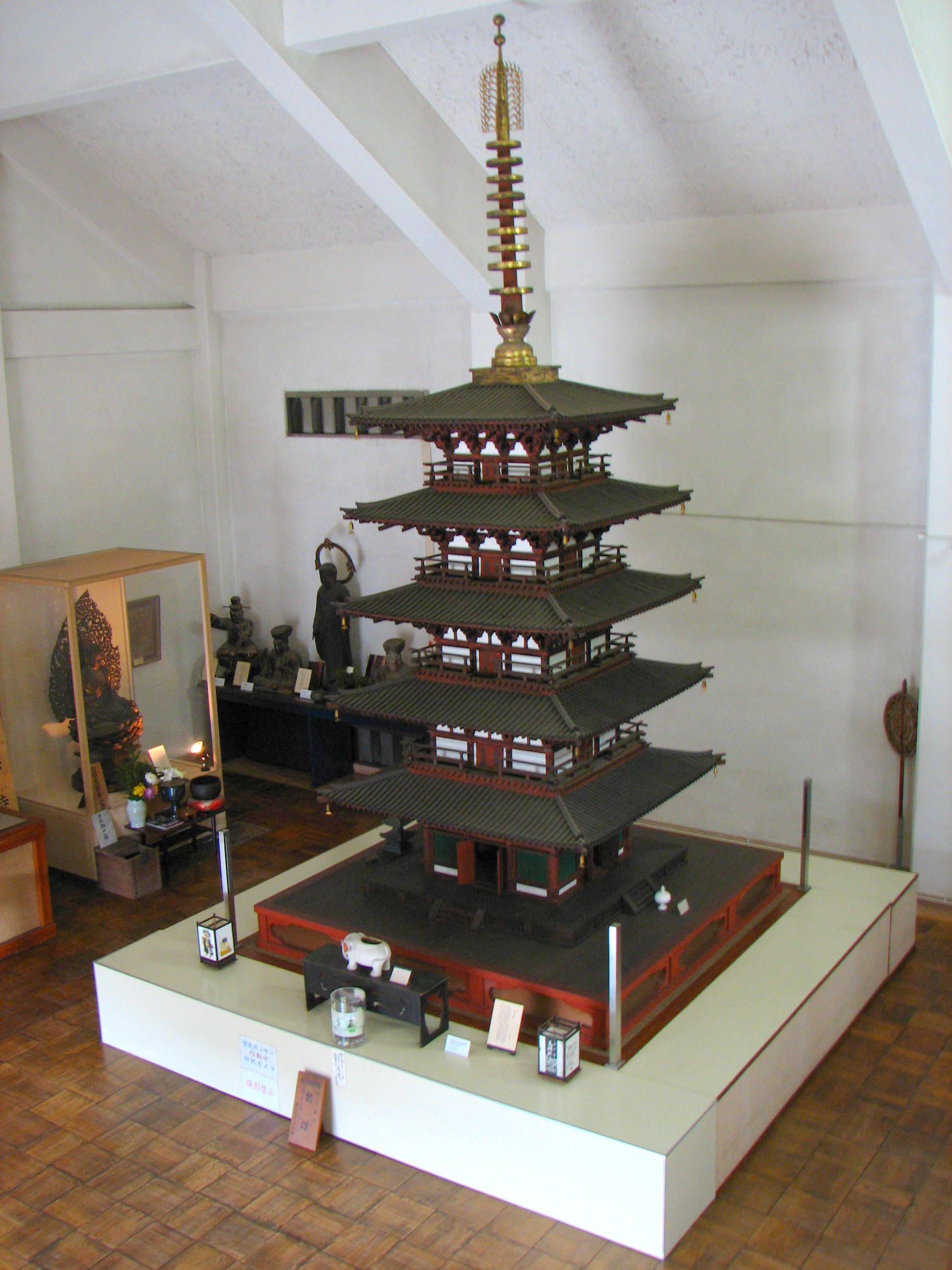
Pagoda in miniatura Gangō-ji

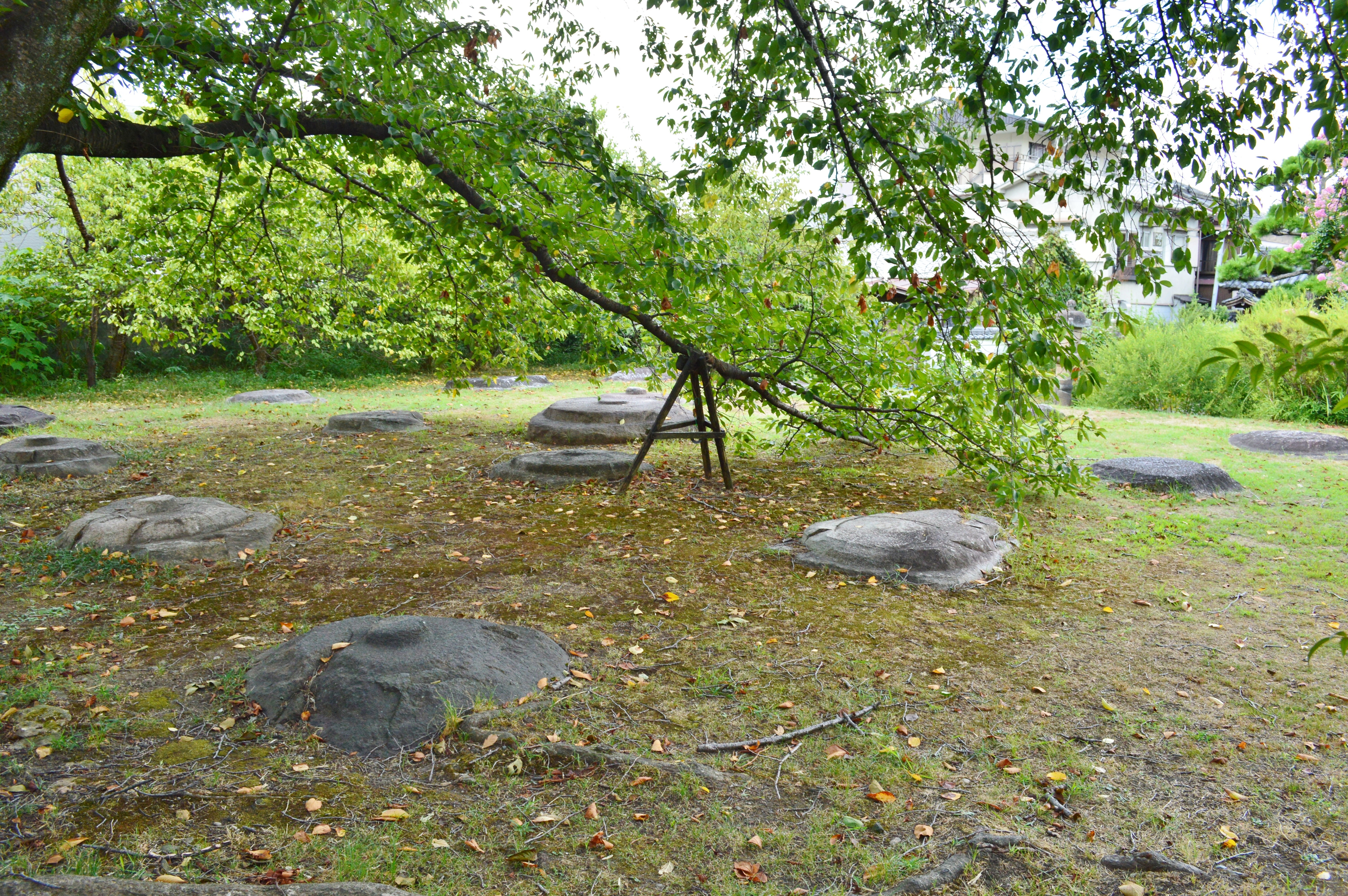
Sito della Pagoda a cinque piani

Durante il periodo Nara, il Gangō-ji, di dimensioni simili al Tōdai-ji, era il seminario principale sia per la setta Sanron che per quella Hosso. Il complesso del tempio era un completo Shichidō garan con una Grande Porta Sud, una Porta Centrale, una Sala Principale, una Sala Conferenze, un Campanile e una Sala da Pranzo, tutti allineati in linea retta da nord a sud. Un corridoio si estendeva dai lati sinistro e destro della Porta Centrale, circondando l'Aula Magna e raggiungendo i lati sinistro e destro dell'Aula Magna. 
Al di fuori del corridoio, a est c'era il Complesso della Pagoda Orientale, che era centrato attorno a una pagoda di cinque piani, e a ovest c'era il Complesso della Piccola Pagoda. Inoltre, c'erano diversi edifici in cui i monaci vivevano su ogni lato dietro l'Aula delle Letture. Questi erano lunghi edifici simili a case popolari che correvano da est a ovest, e gli alloggi dei monaci sul lato est furono ristrutturati durante il periodo Kamakura per diventare la nuova sala principale e la sala Zen di Gokurakubō.
I terreni del tempio erano lunghi e stretti, si estendevano da nord a sud per quattro chō (circa 440 metri) e da est a ovest per 2 chō (circa 220 metri). L'area a sud dello stagno di Sarusawa-ike, a sud di Kofuku-ji, e oggi comunemente conosciuta come "Naramachi" (città di Nara), era originariamente il terreno di Gangō-ji.
Dopo che la capitale fu trasferita a Heian-kyō, Gangō-ji cadde gradualmente in declino. Le nuove sette buddiste, come il Tendai e lo Shingon, avevano soppiantato il Sanron e l'Hosso, e con il collasso del sistema Ritsuryō nella metà del periodo Heian (dal X all'XI secolo), il tempio perse il controllo delle proprietà da cui dipendeva per il suo sostentamento. I documenti storici di questo periodo, come il "Dosha Sonshiki Kenrokucho" (Registro della ricostruzione di templi ed edifici) del 1035, affermano che molti degli edifici, inclusa la sala principale, erano in rovina e che il sacerdote capo del tempio si era ridotto a vendere i tesori del tempio per mantenere il tempio. Secondo un documento del 1246, il quarto e il quinto piano della pagoda a cinque piani e la sua guglia erano a questo punto andati perduti, e la Grande Porta Sud e il campanile erano stati gravemente danneggiati. Nel 1451, durante il periodo Muromachi, una rivolta contadina diede fuoco al Complesso della Piccola Pagoda e le fiamme si diffusero all'intero tempio. La pagoda a cinque piani è sopravvissuta, ma altri edifici principali come la Sala Principale sono stati distrutti. Anche se la sala principale fu ricostruita, venne distrutta di nuovo da un forte vento nel 1472, e non fu mai più ricostruita. In seguito furono costruite case sulle rovine e, alla fine del periodo Muromachi, il tempio si era diviso in tre templi separati, ciascuno incentrato su uno dei componenti rimanenti del tempio originale.

### Il Gangō-ji nelMan'yōshū
Il Man'yōshū include una poesia attribuita a un monaco del tempio Gangō-ji. Il poeta si lamenta che, avendo ottenuto l'illuminazione, i suoi successi passino inosservati per le strade di Nara. La poesia potrebbe forse essere un lamento per la sua condizione sottovalutata e tuttavia, in una maniera alquanto modesta, le sue parole trasportano contemporaneamente i lettori indietro nel tempo per condividere la sua cheta prospettiva dell'ottavo secolo:
(Un monaco del Gangō-ji)